# Shih Tzu
El shih tzu es una raza de perro originaria de Tíbet. Los asiáticos los criaban y arreglaban para que se parecieran a alfombras vivientes, de acuerdo con la cultura china, siendo muy apreciados como perros guardianes. Al igual que el Lhasa Apso, es una raza ligada estrechamente con la práctica  budista, posiblemente
procedente de un cruce entre el Lhasa Apso y el pekinés. Según una encuesta de la asociación de criadores de perros de Reino Unido Club Kennel, su esperanza de vida es de 15 años a 18 años

## Etimología
El nombre shih tzu proviene de la palabra china "hijo león" ya que este tipo de perro fue criado para parecerse al león, tal y como se representan los leones guardianes chinos en el arte oriental tradicional. (Hay otra raza, el Pekinés, también llamada "perro león" en chino). "shih tzu" es la romanización de los caracteres chinos 獅子, que significan león. La romanización Wade-Giles estaba en uso cuando la raza fue introducida por primera vez en los Estados Unidos, pero en los tiempos modernos se utiliza la romanización Pinyin, haciéndolo shīzi. En chino mandarín la pronunciación es aproximadamente SHI|dzə.
También es conocido como el perro "Xi Shi" (西施犬) porque Xi Shi fue considerada como una de las mujeres más hermosas de la antigua China. El shih tzu fue apodado como perro Crisantemo en Inglaterra durante la década de 1930. El perro también podría ser llamado el león Tibetano, aunque si la raza debe ser referida como "Tíbetana" o "china", tal y como afirma, el movimiento de independencia tibetana es una respuesta absoluta que "tal vez nunca se sepa".

## Historia
Una teoría es que el Shih Tzu desciende de un cruce entre el Pekinés y el Lhasa Apso. Los perros eran los favoritos de la realeza china durante la Dinastía Ming y eran tan apreciados que, durante años, los chinos se negaron a vender, comerciar o regalar alguno. La Emperatriz viuda Cixi desarrolló un programa dedicado a la cría de Shih Tzus. Muchos eunucos de la corte también criaron Shih Tzus para ganarse el favor del Emperador.
Durante el siglo XVII el Dalái lama obsequió al Emperador algunos ejemplares de esta raza. A finales del siglo XIX, Ts'eu-hi, emperatriz abuela del último emperador, era una gran admiradora del shih tzu por lo que tenía más de un centenar de estos animales junto con cuidadores especializados para los mismos. Desafortunadamente al morir la emperatriz en 1908 la popularidad del shih tzu se vio drásticamente reducida.
Los primeros perros de la raza se importaron a Europa (Inglaterra y Noruega) durante las décadas de 1920 y 1930. Lady Brownrigg, una inglesa que vivía en China, llevó por primera vez dos Shih Tzus a Inglaterra en 1928. Estos perros fueron clasificados por el Kennel Club como «Apsos».  El primer estándar europeo de la raza fue redactado en Inglaterra en 1935 por el Shih Tzu Club, y los perros fueron clasificados de nuevo como Shih Tzu. La raza se extendió por Europa y llegó a Estados Unidos después de la Segunda Guerra Mundial, cuando los miembros del ejército estadounidense que regresaban trajeron perros de Europa y Asia, a mediados de la década de 1950. El Shih Tzu fue reconocido por el American Kennel Club en 1969 en el Toy Group.
No fue sino a principios de los años treinta, cuando comenzó a introducirse en casas de notables chinos volviéndose un poco más común. Fue en aquella época cuando recibió algunos nombres del tipo: Lhassa lion dog, tibetano poodle, etc. En 1934 se fundó el primer Club especializado de la raza, el Peking Kennel Club. Sin embargo, la invasión japonesa en China durante ese mismo año ocasionó que la raza se extinguiera en su propio país de origen.

En 1934, se fundó el Shih Tzu Club de Inglaterra y la raza fue reconocida oficialmente por el Kennel Club (UK) el 7 de mayo de 1940. Cuando se convirtió en elegible para los Certificados de Desafío, no se concedió ninguno hasta 1949. En la actualidad, la raza está reconocida por todos los principales clubes caninos del mundo angloparlante. También está reconocida por la Fédération Cynologique Internationale para la competición internacional en el Grupo de Perros de Compañía y de Juguete, Sección 5, razas tibetanas. 
Durante la Revolución Comunista China en 1949, todos los Shih Tzus fueron eliminados debido a su asociación con la riqueza. Como tal, el Shih Tzu moderno desciende de trece perros importados a Inglaterra y Escandinavia entre 1928 y 1952. Polémicamente, la criadora Freda Evans de Inglaterra introdujo un pequinés blanco y negro en la raza en 1952. Hoy en día, tanto el Kennel Club del Reino Unido como el de Estados Unidos reconocen a los descendientes del cruce de Shih Tzu y pequinés como pura raza. Shih Tzus.
En Estados Unidos, los Shih Tzus fueron clasificados como la 15ª raza más popular en 2013, cayendo ligeramente en popularidad desde 2012, cuando se situó en la 11ª posición. En Israel los Shih Tzus se situaron como la raza más popular en 2019.
.

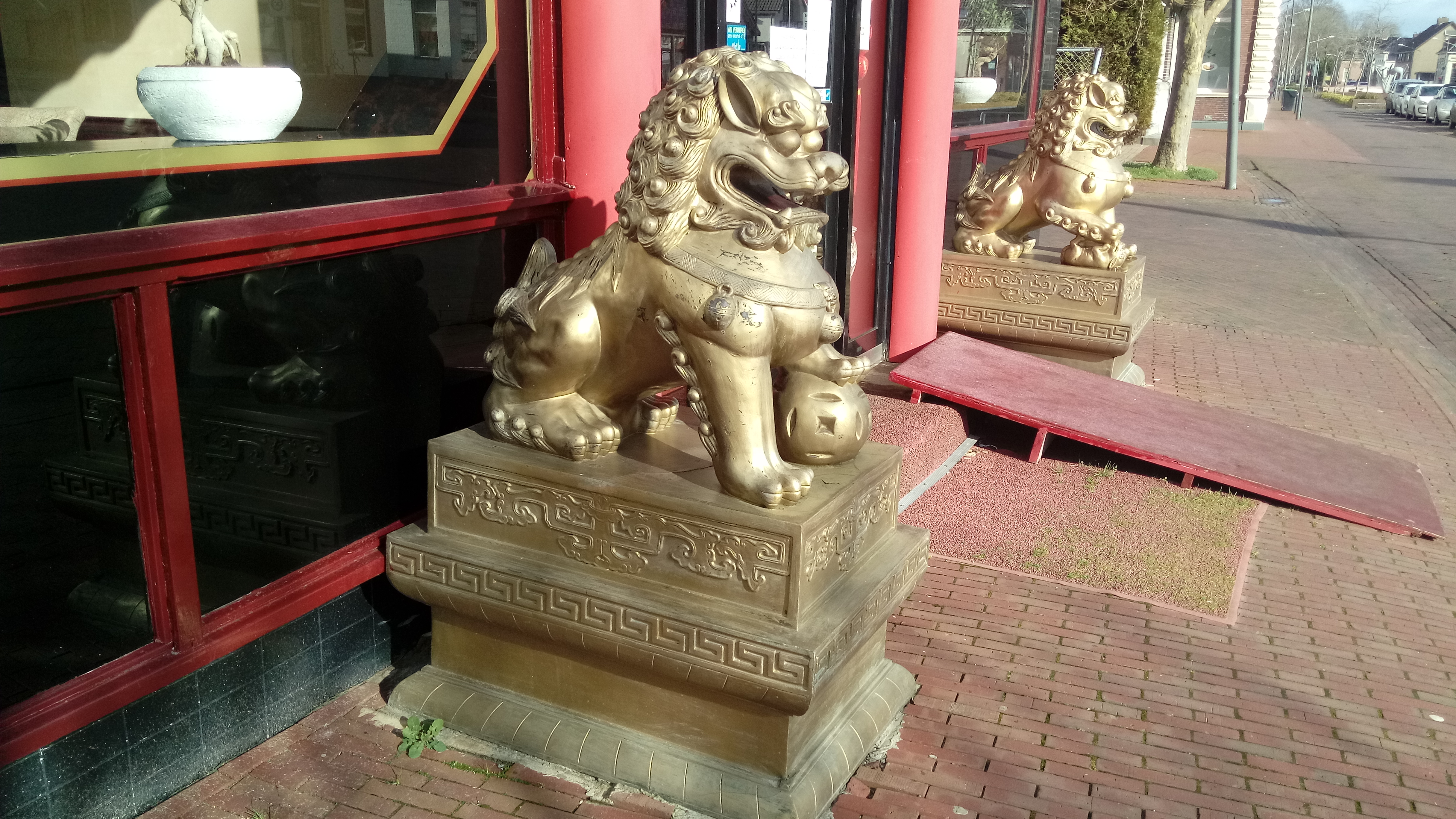
Una estatua de un león guardián chino (o perro «Fu»/«Foo») en la ciudad de Groninger de Veendam, Veenkoloniën. Estas estatuas están destinadas a custodiar este edificio, con la de la izquierda sosteniendo una pelota y la de la derecha con su cachorro

Afortunadamente los europeos se habían aficionado a esta raza y después de su aparición en el Viejo Continente los Shih-Tzu sustituyeron a los Lhasa Apso como los perros favoritos de nobles y ricos. Los viajeros que durante aquella época visitaban el país oriental trajeron la moda de estos pequeños perros a Europa y, posteriormente, en 1955 esa moda comenzó a extenderse por Estados Unidos, donde causaron una fuerte impresión. En la era moderna, la moda de los Shih-Tzu desapareció gradualmente, y tras la revolución comunista la raza de perros se consideró extinta en China, aunque ya había dejado su impronta en Occidente.
Toda la herencia genética de los Shih-Tzu proviene de siete parejas de perros, uno de ellos pekinés, que gracias al esfuerzo de varios historiadores han podido ser identificados.

## Características
El Shih tzu es un perro pequeño, algo más largo que alto; no suele superar los 26-27 cm de altura a la cruz, y el peso oscila entre los 4,5 y los 7,3 kg y 8.5 kg. Su cabeza es, a su vez, reducida en relación con el resto del cuerpo, con un hocico corto y ojos muy grandes y oscuros. Las orejas, grandes y colgantes, tienen tanto pelo que parecen formar un todo con el pelo del cuello. Está cubierto por un suave manto de doble capa. La cola, también muy poblada, se enrosca sobre el dorso. Es llamativa su forma de caminar, como con "distintiva arrogancia". Una característica muy notable es la mordida prognática, que se requiere en el estándar de la raza.

## Colores
En cuanto al color de su pelo, el shih tzu puede presentar una gama que incluye varios tonos de dorado, blanco y marrón. Otros colores son el oro con máscara negra, blanco y negro, negro sólido, hígado, hígado y blanco, atigrado, blanco con gris ,blanco y canela. Aunque no es tan común, algunos ejemplares, lucen también azul sólido. También tienen su color de miel, negro y blanco. 
El moteado perlé aleja al ejemplar del estándar de la raza.

## Temperamento

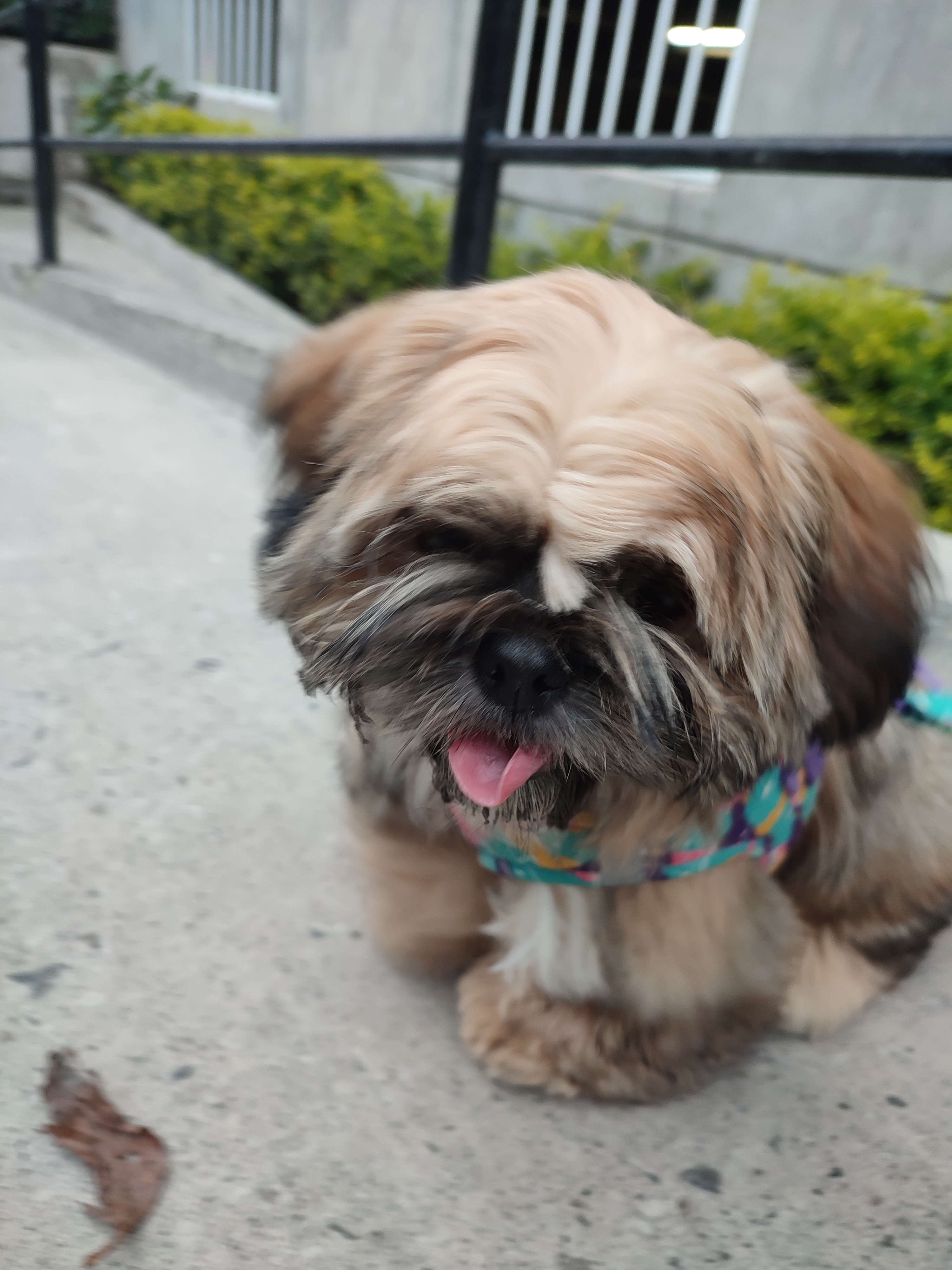
Un shih tzu.

La raza tiene un temperamento leal, cariñoso y sociable, y suele mantenerse alerta. Es un perro guardián excelente, aunque no fueron criados específicamente para este fin. A diferencia del Lhasa Apso, que fue criado para ser un perro centinela y, por ende, desconfiado con los extraños, el shih tzu prefiere estar cerca de sus propietarios y con frecuencia les ofrece afecto a personas desconocidas para él. Debido a su carácter amistoso, el shih tzu tiende a relacionarse bien con otros perros y con los niños.
Son muy juguetones, buscan jugar con los niños pero a su vez buscan su espacio por lo que algunas veces pueden mostrarse distantes. 

### Mortalidad
Una encuesta del Kennel Club en Reino Unido establece el promedio de vida de un shih tzu a los 13 años y 2 meses, si bien la mayoría viven entre 10 y 13 años.

## Cuidado
Los ojos son siempre enormes, por lo cual hay que prestarles un cuidado especial si se quieren evitar problemas de salud en esta zona. Su pelo es largo y muy denso, pero nunca rizado (se permite un poco de ondulación). El hocico es corto y chato, lo que a veces les produce problemas de respiración; por ejemplo, es bastante habitual que ronquen sonoramente.

### Manto o pelo
El tradicional pelaje largo y sedoso, que le llega hasta el suelo, requiere un cepillado diario para evitar enredos. Debido a su capa de pelo largo y de rápido crecimiento, la preparación regular es necesaria, lo que puede ser costoso y se debe considerar cuando se piensa en esta raza. A menudo, el pelo se recorta muy corto para simplificar los cuidados. Para mostrarlo en las exposiciones de conformación el pelo se debe dejar en su estado natural, aunque el recorte y la limpieza alrededor de las patas y el ano se permite.

### Alimentación
Hay que tener cuidado, también, con la alimentación: son perros de estómago muy delicado, normalmente no aceptan bien otra cosa que no sea alimento seco, por  otra parte se les puede dar comida sólida muy moderada, a algunos les gusta mucho la carne, pechuga, sopa y salmón para el brillo de su pelo.

## En la mitología budista
Los Shih Tzu se asocian en gran medida con el budismo y la mitología budista. El nombre «Shih Tzu» en mandarín se traduce directamente como «pequeño león», un animal considerado sagrado en la religión budista. Los leones simbolizan la realeza, la fuerza y la valentía: «no temas a nada y actúa sin demora»  Se cree que las parejas de leones de piedra o perros león situadas fuera de las puertas de los palacios, tumbas, templos y edificios públicos protegen estos edificios de individuos dañinos e influencias espirituales. Estas estatuas de piedra a menudo se llaman perros Fu (o Foo), y se sugiere que son la forma leonizada del Shih Tzu. «Fu» se traduce aproximadamente como «felicidad» en manchú, y la leyenda afirma que los perros Fu son Shih Tzus felices que guardan para siempre el templo de Buda.  Las estatuas de perros Fu suelen representar a un macho y una hembra Shih Tzu, tallados en piedra, jade, teca, marfil, cinabrio, bronce o cerámica. A menudo se véase al perro macho sujetando una pelota con la pata izquierda y a la perra sujetando a su cachorro. Las fuentes afirman que esto tiene un significado simbólico, ya que el perro macho representa poderes sobre la naturaleza, energía, sabiduría y piedras preciosas, y la perra simboliza protección, juego y una actitud disciplinaria.
.

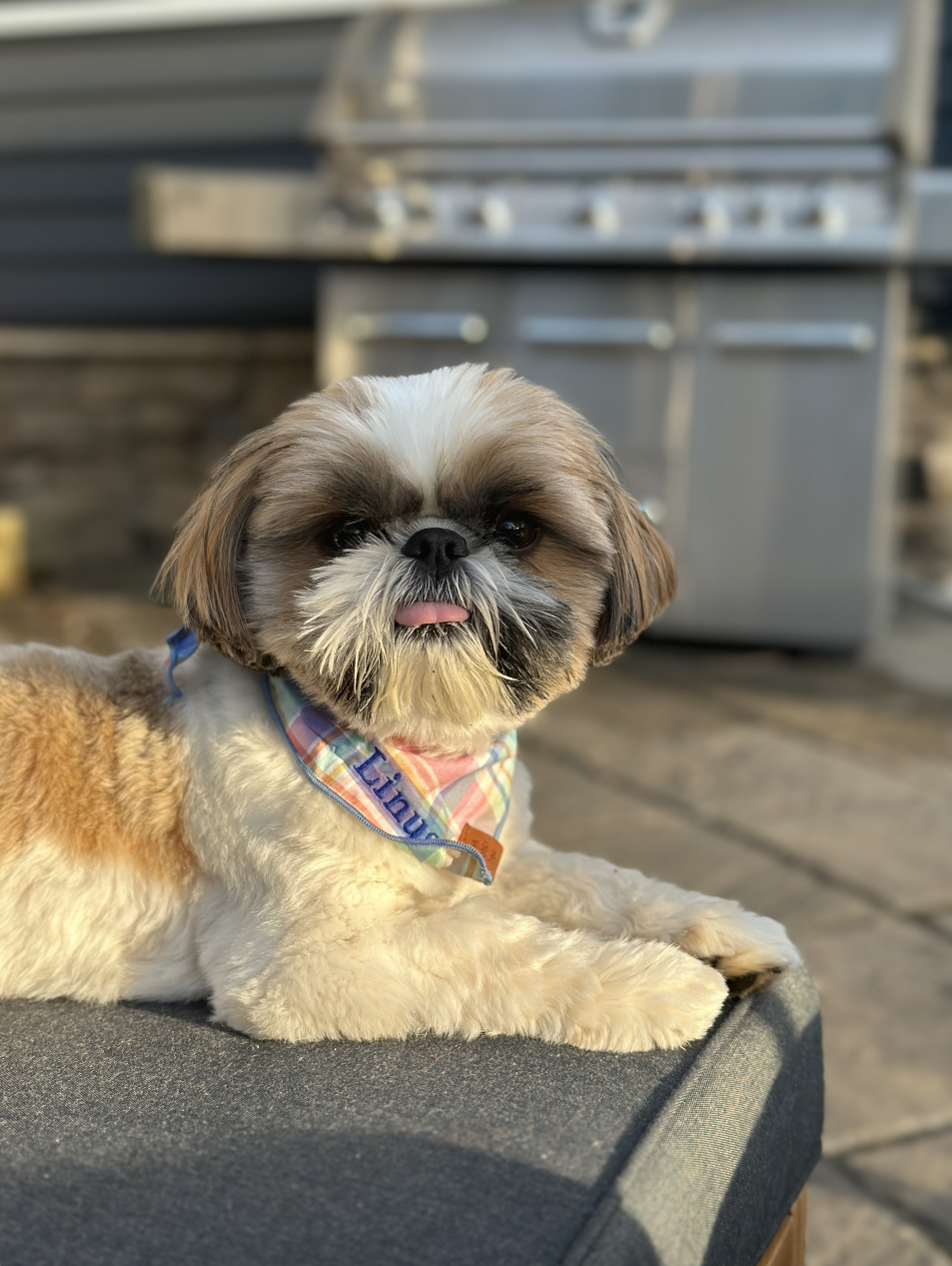
Un Shih Tzu macho con la estrella de Buda en la cabeza, marcada por la mancha blanca de pelo

Los budistas consideran a los Shih Tzu bendecidos y bestias sagradas de Buddha. La leyenda afirma que Buda llegó a la Tierra montado en un león y que llevaba consigo un pequeño perro león que le acompañaba a todas partes. Las leyendas varían según las distintas fuentes, sin embargo muchas citan que el Shih Tzu acompañó al Buddha de la sabiduría, Manjushri. Este perro león tenía la capacidad de transformarse en león para llevar a Manjushri a cuestas. Las características físicas de los Shih Tzus sirven como prueba de la conexión eterna entre Buda y esta raza. Según la leyenda, varios ladrones rodearon a Buda con la intención de robarle y asesinarle cuando el Shih Tzu se transformó en un feroz león tan grande que los ladrones se asustaron y huyeron del lugar.  Cuando el Shih Tzu volvió a su forma de perro, Buda le bendijo por su valentía. Muchos Shih Tzus reflejan esta bendición en forma de la «Estrella de Buda», que también puede llamarse «beso de Buda», representada como una mancha blanca de pelo en la parte superior de la cabeza del perro. Se dice que la marca en el lomo del perro es la silla que Buda utilizó para montar al perro en su forma de león. Las leyendas varían según las fuentes, en gran parte porque las leyendas se transmiten históricamente de boca en boca. Algunos citan esta marca en la cabeza como el lugar donde Buda besó al perro, dándole su bendición. Otras fuentes afirman que Buda colocó su dedo sobre la frente del perro en señal de bendición, dándole un destello de pelo blanco en la frente.